# Jestem ziarnkiem piasku
Jestem ziarnkiem piasku – drugi singel zespołu Śmierć Kliniczna. Nagrań dokonano w "Studio Wawrzyszew" w Warszawie na początku 1984. Podczas sesji zarejestrowano dwa utwory: "Jestem ziarnkiem piasku" i "Psychopata". Piosenka "Psychopata" nie została dopuszczona przez cenzurę do publikacji ze względu na tekst (ukazała się dopiero w 2000 przy okazji reedycji kompilacji Jeszcze młodsza generacja). W tej sytuacji na singlu został wydany nagrany rok wcześniej (poddczas sesji do singla "Nienormalny świat") utwór "ASP".

## Lista utworów
1. "ASP" (D. Dusza) – 4:20
2. "Jestem ziarnkiem piasku" (D. Dusza) – 3:44

## Skład
- Jerzy Mercik – wokal
- Jacek Szafir – wokal, instrumenty perkusyjne
- Dariusz Dusza – gitara
- Wojciech Jaczyczko – gitara basowa
- Marek Czapelski – perkusja